# Crocidura rapax
Crocidura rapax är en däggdjursart som beskrevs av G. Allen 1923. Crocidura rapax ingår i släktet Crocidura och familjen näbbmöss. IUCN kategoriserar arten globalt som otillräckligt studerad.
Denna näbbmus har flera från varandra skilda populationer i sydöstra Kina, nordöstra Indien, på Taiwan och på Hainan. Artens levnadssätt är okänt.
Arten blir 56 till 70 mm lång (huvud och bål), har en 38 till 47 mm lång svans och 11 till 13 mm långa bakfötter. Ovansidan är täckt av tydlig mörkbrun päls och undersidans päls är mörk gråbrun. Svansen har i princip över hela längden samma färg. Vid svansens rot finns långa känselhår.

## Underarter
Arten delas in i följande underarter:
- C. r. kurodai
- C. r. lutaoensis
- C. r. rapax
- C. r. tadae